# Kožovcovitost

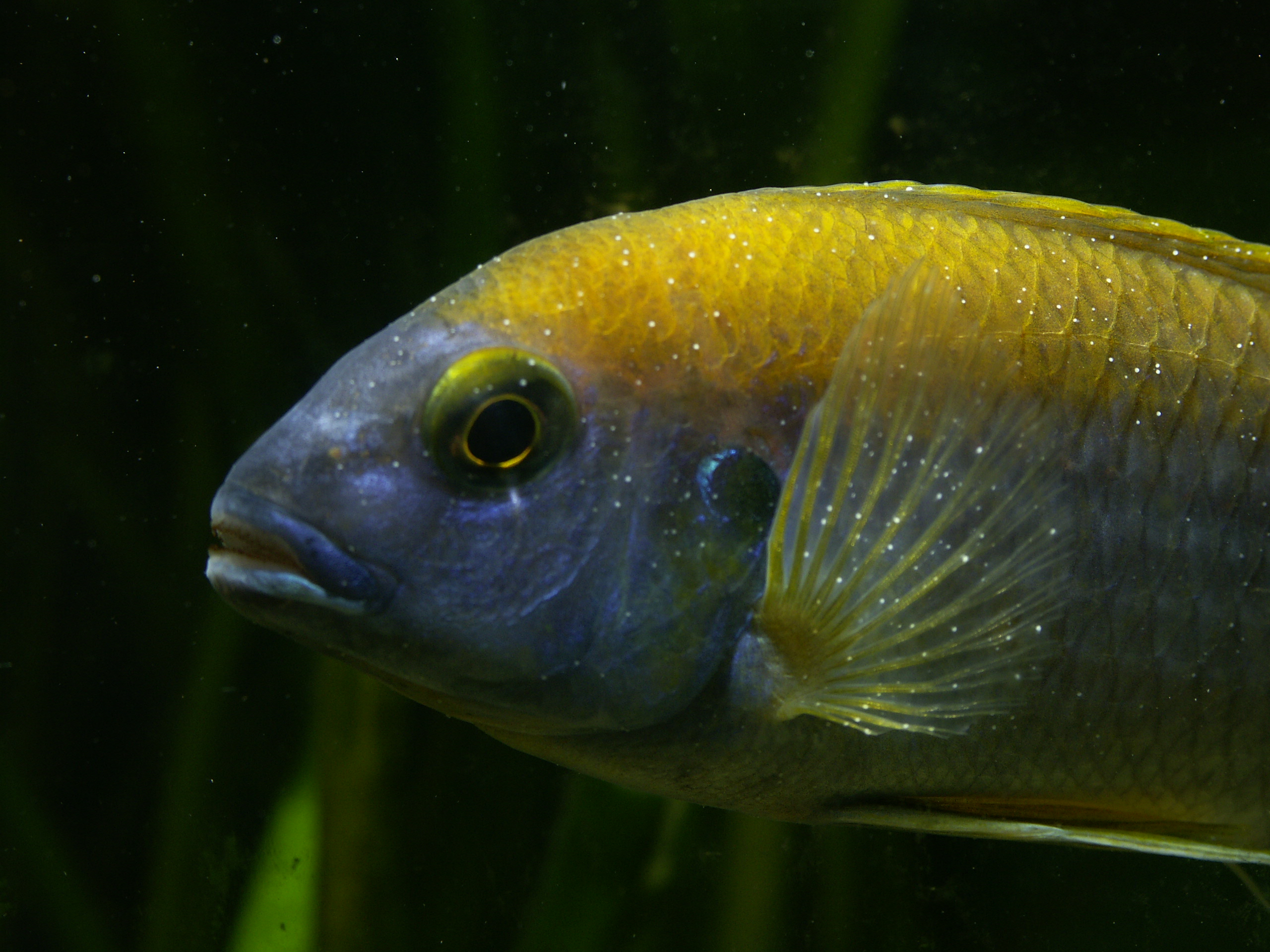
Kožovec rybí

Kožovcovitost (krupička, ichtioftirióza) je parazitární onemocnění, které se objevuje zejména u ryb, ve sladké i mořské vodě. Projevuje se výskytem drobných bílých krupičkovitých útvarů na těle organismu. Toto onemocnění je způsobováno několika druhy nálevníků, z nichž nejvýznamnější je kožovec rybí (Ichthyophthirius multifiliis), který parazituje ve škáře.
Léčba tohoto onemocnění se provádí buď farmakologicky (kuchyňská sůl, acriflavin, malachitová zeleň, Esha EXIT a další), zvýšením teploty, nebo několikerým přenesením postižených ryb v několikahodinových intervalech do čistého a nezamořeného prostředí. Dokonce byla vyvinuta i zařízení, která toto přenesení napodobují bez nutnosti skutečné manipulace s rybami, kdy dochází v pravidelných intervalech k otáčení nádoby[zdroj?], díky čemuž se kožovci, kteří se v daném okamžiku nachází mimo tělo hostitele na dně nádoby dostávají mimo vodní prostředí, kde následně vysychají a umírají.